# جون كومر
جون كومر (بالإنجليزية: John Comer)‏ هو لاعب كرة قدم أمريكية أمريكي، ولد في 10 يونيو 1900 في تورونتو في الولايات المتحدة، وتوفي في 28 يونيو 1950.

## وصلات خارجية
- جون كومر على موقع مرجع كرة القدم المحترفة.كوم (الإنجليزية)